# Рогунский район
Рогу́нский район (тадж. Ноҳияи Роғун) — район республиканского подчинения в Таджикистане. Районный центр — город Рогун (тадж. Роғун; перс. راغون‎).

## География
Площадь района — 507 км². 
Рогунский район расположен в Раштской долине. На северо-западе граничит с Вахдатским районом, на северо-востоке — с Нурободским районом, на юго-востоке — с Файзабадским районом, на юго-западе — с Бальджуванским районом Хатлонской области.

## Население
Население по оценке на 1 января 2022 года составляет 45 400 человек, в том числе городское — в г. Рогун (15 200 человек), в посёлке Обигарм (7 500 человек) — 50,1 % или 22 700 человек.
| Численность населения | Численность населения | Численность населения | Численность населения | Численность населения | Численность населения | Численность населения | Численность населения |
| 1939                  | 2003                  | 2004                  | 2005                  | 2006                  | 2007                  | 2008                  | 2009                  |
| --------------------- | --------------------- | --------------------- | --------------------- | --------------------- | --------------------- | --------------------- | --------------------- |
| 23 296                | ↘22 000               | ↗22 400               | ↗23 000               | ↗23 800               | ↗24 400               | ↗25 100               | ↗25 800               |
| 2016                  | 2019                  | 2020                  | 2021                  | 2022                  |                       |                       |                       |
| ↗56 100               | ↘43 700               | ↗44 100               | ↗44 700               | ↗45400                |                       |                       |                       |

## Административное деление
В состав Рогунского района входят: посёлок городского типа Обигарм и 2 сельские общины (тадж. ҷамоат) — Калаи-Об и Сичарог, 49 сёл.
| Сельские общины Рогунского района |           |
| Джамоат                           | Население |
| Рогун, г                          | 15000     |
| Обигарм, пгт                      | 6500      |
| Кадиоб                            | 9011      |
| Сичарог                           | 3692      |

Главой Рогунского района является Председатель Хукумата, который назначается Президентом Республики Таджикистан. Главой правительства Рогунского района является Председатель Хукумата. Законодательный орган Рогунского района — Маджлис народных депутатов, который избирается всенародно на 5 лет.